# Georg Klaus
Georg Klaus (28. prosince 1912, Norimberk – 29. července 1974, Berlín) byl německý filozof, šachista a šachový funkcionář. Zabýval se filozofickými otázkami přírodních věd, pokoušel se o kybernetiku, teorii informace a sémiotiku zužitkovat pro obecnou metodologii věd a dokázat, že tyto poznatky jsou v souladu s marxismem a mohou přispět k jeho dalšímu rozvoji.
Narodil se jako třetí syn George Heinricha Klause. Roku 1932 začal studovat matematiku na univerzitě v Erlangenu. V té době byl členem Komunistické strany Německa. Pro svou politickou činnost v této straně byl roku 1933 zatčen a odsouzen za velezradu. Dva roky trestu strávil ve věznici v Norimberku, pak do roku 1939 v koncentračním táboře Dachau. Po propuštění pracoval v továrně Faber-Castell v Norimberku.

## Výběr z díla
- Einführung in die formálně Logik (1958)
- Kybernetik in philosophischer Sicht (1961)
- Sémiotika und Erkenntnistheorie (1963)
- Kybernetik und Gesellschaft (1964)
- Spezielle Erkenntnistheorie - Prinzipien der wissenschaftlichen Theorienbildung (1965)
- Was ist, was soll Kybernetik? (Spolu s Heinzem Liebscherem) (1966)
- Spieltheorie in philosophischer Sicht (1968)
- Kybernetik, eine neue Universalphilosophie der Gesellschaft? (1973)
- Rationalität, Integration, Information (1974)
- Systeme-Informationen-Strategien (zus. Mit Heinz Liebscher) (1974)
- Beiträge zu philosophischen Problemen der Einzelwissenschaften (1978)

### České překlady
- Filozofický slovník: A-N. (původním názvem: Philosophisches Wörterbuch). Redakce : Georg Klaus, Manfred Buhr; překlad : Karel Berka, Vladimír Čechák, František Čížek, Miloš Havelka, Jaromir Janoušek, Jaromir Novotný, Jaroslava Pešková, Jiří Pešek, Jiří Šíma, Otto Vochoč. 1. vyd. Svazek I. Praha: Svoboda, 1985. 457 s.
- Filozofický slovník: O-Z. (původním názvem: Philosophisches Wörterbuch). Redakce : Georg Klaus, Manfred Buhr; překlad : Karel Berka, Vladimír Čechák, František Čížek, Miloš Havelka, Jaromir Janoušek, Jaromir Novotný, Jaroslava Pešková, Jiří Pešek, Jiří Šíma, Otto Vochoč. 1. vyd. Svazek II. Praha: Svoboda, 1985. 481 s.